# Кедровый (Челябинская область)
Кедро́вый — посёлок в Нязепетровском районе Челябинской области России. Входит в состав Кургинского сельского поселения.

## География
Посёлок находится к югу от реки Уфа, на расстоянии примерно 13 км к юго-западу от города Нязепетровск, административного центра района.

### Часовой пояс
Посёлок Кедровый, как и вся Челябинская область, находится в часовой зоне МСК+2. Смещение применяемого времени относительно UTC составляет +5:00.

## История
Постановлением Правительства Российской Федерации от 10 сентября 2007 года № 572 на основании постановлений Законодательного Собрания Челябинской области посёлку, образованному в Нязепетровском районе Челябинской области, присвоено наименование Кедровый.

## Население
| 2010 |
| ---- |
| 55   |

### Половой состав
По данным Всероссийской переписи, в 2010 году численность населения посёлка составляла 55 человек (22 мужчины и 33 женщины).

## Улицы
- ул. Вишнёвая,
- ул. Восточная,
- ул. Сиреневая,
- ул. Солнечная,
- ул. Школьная[5].

## Инфраструктура
В посёлке расположены Первомайская школа и остановка общественного транспорта. 